# هيلين والش
هيلين والش (بالإنجليزية: Helen Walsh)‏ هي كاتِبة بريطانية، ولدت في 1977 في ليفربول في المملكة المتحدة.

## وصلات خارجية
- هيلين والش على موقع IMDb (الإنجليزية)
- هيلين والش على موقع قاعدة بيانات الفيلم (الإنجليزية)